# Liolaemus gravenhorstii
Liolaemus gravenhorstii är en ödleart som beskrevs av  Gray 1845. Liolaemus gravenhorstii ingår i släktet Liolaemus och familjen Tropiduridae. IUCN kategoriserar arten globalt som otillräckligt studerad. Inga underarter finns listade i Catalogue of Life.